# Bert Decorte
Bert Decorte, eig.  Joannes Martinus Albert De Corte (Retie, 2 juli 1915 - Strijtem, 13 oktober 2009) was een Vlaams dichter en vertaler.

## Levensloop
Na zijn Grieks-Latijnse humaniora werkte Decorte eerst als winkelbediende en na zijn legerdienst kon hij aan de slag als ambtenaar bij het ministerie van Economische Zaken. Van 1946 tot aan zijn pensionering werkte hij als ambtenaar bij het ministerie van Cultuur.
Hij debuteerde in 1937 met Germinal, een bundel vitalistische verzen. Decorte kreeg in 1944 de August Beernaertprijs en 1946 de Driejaarlijkse Staatsprijs voor Poëzie (voor de bundel Refreinen uit 1943). Voor de Vlaamse Pockets van Uitgeverij Heideland bezorgde hij enkele opgemerkte bloemlezingen van poëzie. Hij publiceerde tot 1995 ongeveer jaarlijks een gedichtenbundel. Hij schreef zijn autobiografie in 1971 (Kortom). Zijn Verzamelde gedichten verschenen in 1974. In 1988 kreeg hij de Sabamprijs voor zijn hele oeuvre.

Behalve gedichten schreef hij ook poëtische reisverhalen en essays.
Decorte is de auteur van de eerste integrale vertaling van Les Fleurs du mal van Baudelaire, verschenen in 1946 onder de titel De bloemen van den booze. De vertaling verscheen met een voorwoord van Herman Teirlinck, waarin die de vertaler uitbundig prees voor zijn prestatie. Hij vertaalde ook andere Franse dichters, zoals Guillaume Apollinaire, Louise Labé en François Villon.
Decorte overleed op 13 oktober 2009 op 94-jarige leeftijd.

## Publicaties
- Germinal (1937)
- Orpheus gaat voorbij (1940)
- Een stillere dag (1942)
- Yoshiwara (1942)
- Refreinen (1943)
- Aardsch gebedenboek (1949)
- Het geuzenlied (1951)
- Thijl Ulenspieghel (1951)
- Japanse motieven (1956)
- Van heer Halewijn tot vrouw Griese (1959)
- Gedicht en omgedicht (1960)
- Profaan brevier (1964)
- W.G. Foquenbroch (1965)
- In 't zot, in 't vroed, in 't amoureus (1970)
- Kort geding (1970)
- Kruis of munt (1970)
- Kortom (1971) (autobiografie)
- De mooie ontrouw (1972)
- Karel Jonckheere (1974)
- Per vers door Vlaanderen (1974)
- Verzamelde gedichten (1974)
- Karel van de Woestijne en de Franse literatuur (1978)
- Kop of letter (1985)
- Knobbelgeschiedenis (1986)
- De nieuwe rederijkerij (1989)
- Kwatrijnen voor heel het jaar (1995)